# Bicellariella ciliata
Bicellariella ciliata är en mossdjursart som först beskrevs av Carl von Linné den yngre 1758. Enligt Catalogue of Life ingår Bicellariella ciliata i släktet Bicellariella och familjen Bugulidae, men enligt Dyntaxa är tillhörigheten istället släktet Bicellariella och familjen Bicellariellidae. Arten är reproducerande i Sverige. Utöver nominatformen finns också underarten B. c. edentata.